# سیارک ۱۱۵۰۵۹
سیارک ۱۱۵۰۵۹ (به انگلیسی: 115059 Nagykaroly، نامگذاری:2003RJ8)۱۱۵۰۵۹مین سیارک کشف شده‌است که در ۰۵ سپتامبر ۲۰۰۳ کشف شد.